# Villaverde de Guadalimar
Villaverde de Guadalimar – gmina w Hiszpanii, w prowincji Albacete, w Kastylii-La Mancha, o powierzchni 69,08 km². W 2011 roku gmina liczyła 404 mieszkańców.